# Moreda (Vega de Espinareda)
Moreda es una localidad española del municipio de Vega de Espinareda, en la comarca de El Bierzo, provincia de León, comunidad autónoma de Castilla y León.

## Situación
Limita con Prado de la Paradiña, Penoselo, San Pedro de Olleros y San Martín de Moreda. Está situado entre el valle del río Ancares y el del río Burbia.

## Historia
Durante el Antiguo Régimen fue un pueblo del señorío de la abadía de San Andrés de Espinareda.
Tras la desaparición de los señoríos pasa a depender del nuevo municipio del Valle de Finolledo, hasta que éste se integra en el de Vega de Espinareda en 1973.

## Evolución demográfica
| 2000 | 2001 | 2002 | 2003 | 2004 | 2005 | 2006 | 2007 | 2008 | 2009 | 2010 | 2011 |
| 55   | 53   | 52   | 53   | 46   | 43   | 43   | 41   | 39   | 41   | 39   | 37   |